# 22 Short Films About Springfield
«22 Short Films from Springfield» (с англ. — «22 коротких фильма о Спрингфилде») — двадцать первый эпизод седьмого сезона мультсериала «Симпсоны». Впервые вышел в эфир 14 апреля 1996 года.

## Сюжет
В этой серии показывается набор скетчей, так или иначе связанных между собой. Рассказаны различными жителями Спрингфилда.
- Барт и Милхаус беспечно плюют в машины с автострады. Позже они идут в магазин «На скорую руку».
- Барт случайно  попадает жвачкой  Лизе  жвачкой на волосы, и Мардж  и Фландерс пытаются как-то исправить положение.
- Смитерса кусает пчела. Мистер Бёрнс пытается помочь, привезя его в больницу, но  санитары по ошибке забирают его.
- Доктор Ник в очередной раз выкручивается перед комиссией, оправдывая свои методы лечения, вроде электрошока.
- Скиннер устраивает инспектору Чалмерсу торжественный ужин, но его жаркое сгорает и ему пришлось заменить её едой из Красти Бургера.
- Гомер  видит статью о пончиках в газете, и пытаясь достать её из ящика, случайно закрывает там Мэгги. Не зная, как решить эту проблему,он забирает ящик с газетами домой. Мегги остаётся внутри.
- Полицейские обсуждают, кто лучше — МакДональдс или Красти Бургер.
- День  Человека-шмеля  проходит плохо. Он подскальзывается на мандарине и рушит свой дом. Жена выходит из себя и уходит от него.
- Змей случайно сбивает идущего по переходу Виггама, в результате чего тот бросается за ним в погоню,которая перерастает в драку,в результате которой оба попадают в оружейный магазин Германа
- Шериф Виггам и Змей оказываются связанными и с кляпом во рту в оружейном магазине, но  случайно пришедшие в магазин Ванхуттены нарушают планы Германа. Шерифу удаётся сбежать.
- Лиза идёт в парикмахерскую, чтобы скрыть лысину от удаления жвачки.
- Нельсон насмехается над причёской Лизы, вышедшей из парикмахерской. Насмехается над прохожими. Насмехается над водителем крошечного автомобиля. Но получает от него по заслугам.
- Барт и Милхаус  смотрят на наказанного Нельсона, смеются, выливая на мостовую с моста кетчуп и горчицу.
- Профессор Фринк начинает рассказывать свою историю, но его прерывают титры.

## Культурные отсылки
- Все сцены с шерифом Виггамом являются отсылкой к фильму Криминальное чтиво.
- Сцена ужина Скиннера и Чалмерса приобрела вирусную популярность в интернете в конце 2017 года под названием Steamed Hams.